# Lípovec (Ralská pahorkatina)
Lípovec (427 m n. m.), dříve též Lipovec, je vrch v okrese Česká Lípa v Libereckém kraji. Leží asi 1 km východně od obce Skalice u České Lípy na jejím katastrálním území. Jihozápadní část svahu je v katastrálním území obce Chotovice.

## Název
Vrchol se v minulosti na státních mapách nazýval Lipovec. Používání tohoto názvu je doloženo ještě ve vydání státní mapy z roku 1988. V dalším vydání z roku 1997 je již použit název Lípovec.
Název Lípovec byl též použit ve vydáních vojenských topografických map z padesátých a šedesátých let 20. století.

## Popis vrchu
Je to suk ve tvaru nesouměrné kupy mírně protažené ve směru SSV–JJZ. Je tvořený pronikem čedičovité horniny vypreparovaným skrz obal okolních svrchnokřídových křemenných pískovců a vápnitých jílovců. Vrch leží na jižním výběžku 0,7 km ssz. vzdáleného vyššího Chotovického vrchu (498 m). Spolu s dalším kopcem, Skalickým vrchem (485 m), vzdáleným 1,2 km zjz., spolu tato trojice tvoří výraznou těsnou skupinu ve tvaru nesouměrného trojúhelníku, jež patří ke krajinným dominantám Českolipska.
Kamenný vrchol Lípovce je porostlý listnatým lesem s výjimkou severozápadní strany tvořené loukami, které sahají až těsně pod vrchol. Z luk je výhled přes údolí Šporky na okraj Českého středohoří v okolí Práchně.

## Geomorfologické zařazení
Vrch náleží do celku Ralská pahorkatina, podcelku Zákupská pahorkatina, okrsku Cvikovská pahorkatina, podokrsku Sloupská vrchovina a Skalické části.

## Přístup
Vrchu je nejblíže ves Pihel, která leží v klínu silnice I/9 Česká Lípa – Nový Bor a silnice Pihel – Skalice. Skalicí prochází žlutá turistická stezka Nový Bor – Skalický vrch. Na vrchol nevede žádná cesta.